# 冯燕 (1961年)
冯燕（1961年12月—），山东莱州人，汉族，中国共产党党员。中华人民共和国政治人物、第十三届全国人民代表大会黑龙江省代表。

## 生平
2018年，冯燕被选为黑龙江省出席第十三届全国人民代表大会代表。
2022年1月，涉嫌行贿，被黑龙江省人大常委会罢免全国人民代表大会代表职务，代表资格终止。